# Kloster Morimondo
Das Kloster Morimondo (Morimondo Coronato) ist ein ehemaliges Zisterzienserkloster in der Lombardei, Italien. Es liegt in der Gemeinde Morimondo südlich von Abbiategrasso in der Metropolitanstadt Mailand, nicht weit vom Fluss Ticino.

## Geschichte
Im Jahr 1134 ließ sich auf Betreiben Mailänder Adliger und Kleriker der aus der Primarabtei Morimond entsandte Konvent auf dem sechs Kilometer von Abbiategrasso gelegenen Gut Coronago oder Coronate nieder. Schon im Jahr 1136 zog der Konvent um wenige Kilometer weiter in das neue Kloster, das auf einem Feld des Fulcherio oder Gualcherio errichtet wurde. Die Mönche nannten das Kloster Morimondo Coronato in Erinnerung an das Gut Coronate. Nach Bestätigung durch Papst Alexander III. erhielt das Kloster reiche Donationen, unter anderem von Kaiser Friedrich Barbarossa, und entwickelte sich zu einer wohlhabenden Abtei mit rund 50 Mönchen und 200 Konversen, zu der mehrere Grangien gehörten. Schon 1147 wurde das Tochterkloster Acquafredda gegründet, 1169 als weitere Tochter Kloster Casalvolone. Nahe der Grenze der Herrschaftsgebiete von Mailand und Pavia gelegen, geriet die Abtei in die Auseinandersetzungen zwischen den beiden Städten und wurde 1237 von Paveser Söldnern geplündert und niedergebrannt, die Mönche und Konversen mussten das Kloster zeitweise verlassen; weitere Zerstörungen erfolgten 1245, 1266 und 1314. Dem späteren Niedergang folgte der Umwandlung zur Kommende in der Mitte des 15. Jahrhunderts. Das Kloster wurde in ein Priorat umgewandelt, während sich die Zahl der Mönche stark verminderte. Es wurde jedoch 1490 unter dem späteren Papst Leo X. (Giovanni de’ Medici) und mit Billigung von Papst Innozenz VIII. mit acht Zisterziensermönchen aus Kloster Settimo (San Salvatore a Settimo) in der Toskana wieder besiedelt. Wenig später schloss sich das Kloster der italienischen Kongregation des heiligen Bernhard an. Im Jahr 1556 übergab Papst Pius IV. die Abtei dem Ospedale Maggiore in Mailand. 1564 wurde von Kardinal Karl Borromäus eine Pfarrei errichtet. 1578 wurde das Kloster wieder zur Abtei erhoben. 1714 zählte das Kloster 18 Mönche. Unter der Herrschaft der Cisalpinischen Republik wurde das Kloster 1798 aufgehoben und die verbliebenen Güter wurden säkularisiert. Seit 1952 wird die Pfarrei von den Oblaten der Jungfrau Maria betreut.

## Anlage und Bauten

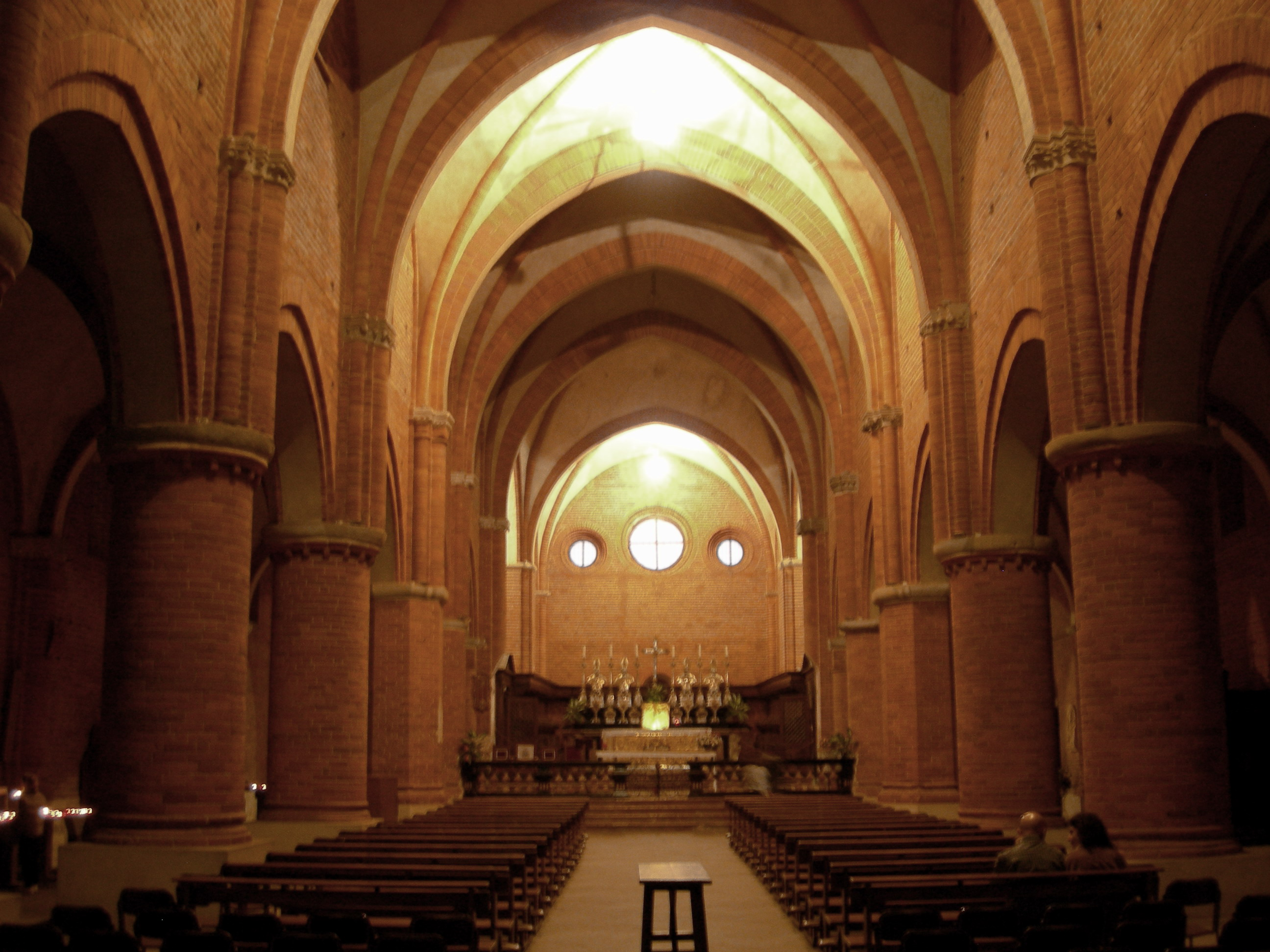
Mittelschiff

Die nordwestliche Abteigrenze bildet das gotische Torhaus mit gestuftem Bogen. Die Kirche ist eine Backsteinbasilika von rund 60 m Länge mit einem kleinen Vierungsturm. Sie wurde 1182 bis 1296 im Wesentlichen nach bernhardinischem Plan errichtet, während der Renaissance und im Barock umgebaut, sowie von 1948 bis 1950 restauriert. Die Nordseite zeigt getreppte Strebepfeiler und entlang der Traufe des Hochschiffs einen Bogenfries. Der Rechteckchor ist einjochig; an die quadratische Vierung schließt sich auf beiden Seiten je ein fast quadratisches Querhausjoch an, an das sich im Osten auf beiden Seiten ursprünglich je drei Kapellen mit Spitztonnen anschlossen (je eine Zwischenwand im Barock herausgebrochen). Das Langhaus zeigt im Mittelschiff wie in den Seitenschiffen acht Joche (keine Doppeljoche!) mit Rundpfeilern, deren drittes Paar vergrößert ist, während das Westpaar Bündelpfeiler und Rippengewölbe aufweist. Der barocke Hochaltar ist von 1704. Ein geschnitztes Chorgestühl aus der Renaissance (1522; von Francesco Giramo aus Abbiategrasso) bietet für 70 Mönche Platz.

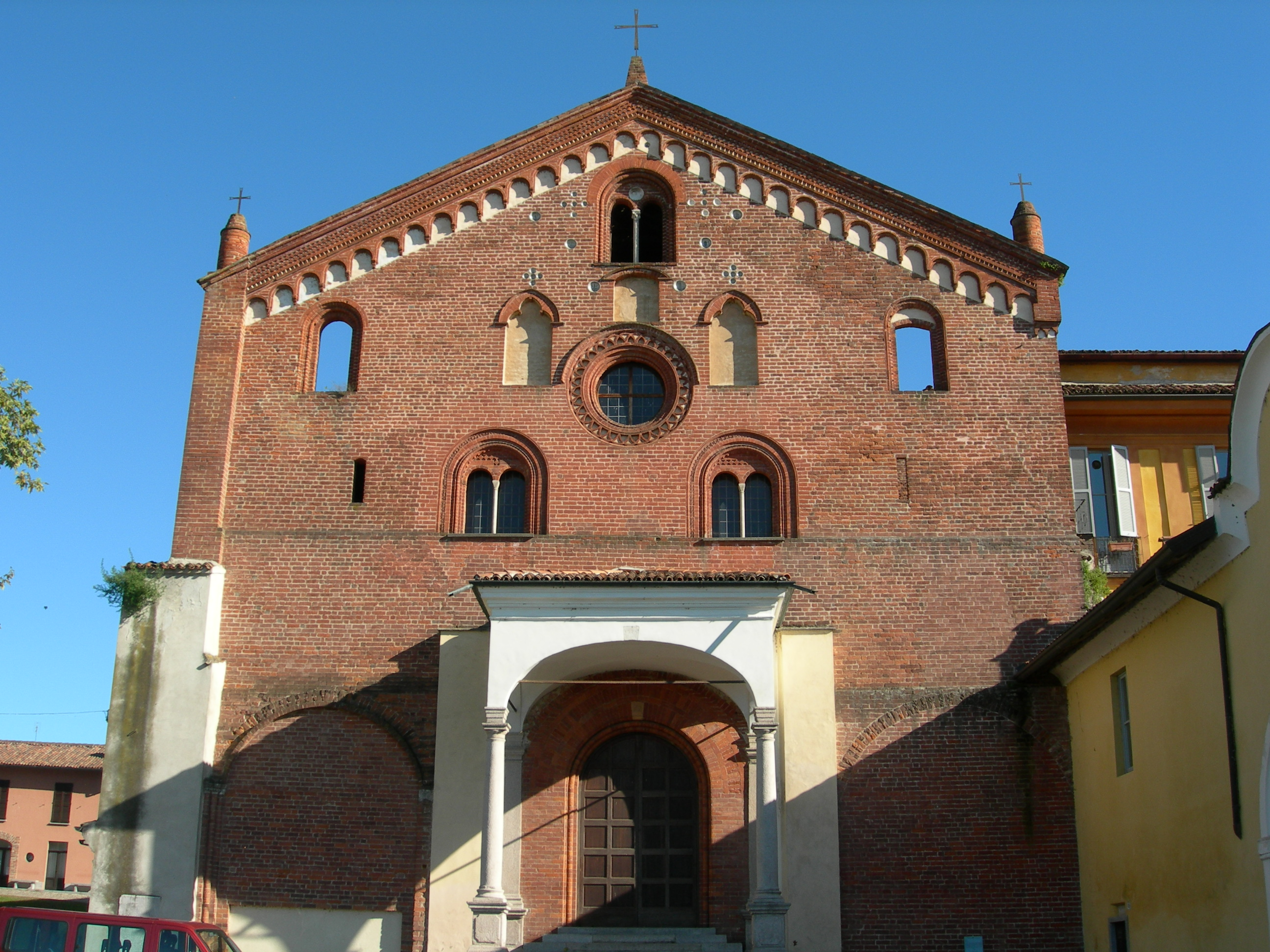
Fassade

Die Konventsgebäude sind südlich (rechts von) der Kirche gelegen und entsprechen dem bei Zisterzienseranlagen Üblichen. Der Kapitelsaal, über dem das Dormitorium liegt, ist quadratisch und neunjochig; er öffnet sich zum Kreuzgang mit einem axialen Portal zwischen Triforien aus dem frühen 13. Jahrhundert. Im Süden liegt der Refektoriumstrakt mit der Küche aus dem 12. Jahrhundert. Der Konversenbau im Westen ist barockisiert. Der Kreuzgang ist kurz nach 1500 und im 18. Jahrhundert verändert worden.